# Campo di lavoro di München-Schwabing
Il campo di lavoro di München-Schwabing fu un sottocampo del campo di Dachau, situato nell'Alta Baviera.

## Descrizione
Il campo di München-Schwabing fu il primo in cui i prigionieri furono utilizzati in modo permanente come forza lavoro all'esterno del campo principale. A differenza degli altri sottocampi costruiti in seguito, organizzati e gestiti dall'Ufficio centrale economico e amministrativo delle SS e dal comandante del campo di Dachau, l'amministrazione e l'organizzazione di questo sottocampo erano nelle mani di Eleonore Baur, nota anche come "Sorella Pia".